# 姑婆寮 (新北市)
姑婆寮，是台灣新北市坪林區地名，位在該區南部，範圍大致為大林里南部。

## 歷史
日治1922年（大正11年）1月13日，文山郡蕃地姑婆寮設為大字，改隸於台北州文山郡坪林庄，大字下有「姑婆寮」、「坪堵」小字名。
戰後坪林庄改制為坪林鄉，隸屬於台北縣，大字亦改制為村。2010年（民國99年）12月，台北縣升格為新北市，坪林鄉改制為坪林區，村改制為里。